# Talisio
Talisio (Θαλύσιος) è un personaggio della mitologia greca, citato nell'Iliade di Omero.
Talisio era un troiano, suddito di Priamo. Ebbe un figlio, Echepolo, che combatté nella guerra di Troia dove venne ucciso da Antiloco.